# Simone Loiodice
Simone Loiodice (sinh ngày 16 tháng 3 năm 1989 ở Rome) là một cầu thủ bóng đá người Ý hiện tại thi đấu cho APD Loops Ribelle.